# Ebba Gustavsdotter (Stenbock)
Ebba Gustavsdotter (Stenbock), född ca. 1550 i Sverige, död 8 mars 1614 i Sverige, var en svensk adelsdam. År 1597 var hon tillfälligt administrativ ståthållare i Finland efter makens död, och innan hans efterträdare utsågs.

## Biografi
Ebba var dotter till riksrådet Gustav Olofsson (Stenbock) och Brita Eriksdotter (Leijonhufvud), systerdotter till Gustav Vasas andra drottning, Margareta Eriksdotter (Leijonhufvud) och syster till Gustav Vasas tredje drottning, Katarina Gustavsdotter (Stenbock). Hon var därmed kusin till Johan III och Karl IX. Ebba gifte sig år 1573 med Clas Fleming i sin syster änkedrottningens hus i Stockholm, med vilken hon fick tre döttrar och en son. Efter giftermålet bosatte hon sig med maken i Finland. Ebba Stenbock ansågs ha "ett manligt och oförskräckt sinnelag".  
Hennes make Clas Fleming blev 1591 ståthållare i Finland. Han gjorde sig där känd för sin hårdhet mot bönderna. Efter Sigismunds trontillträde var Fleming känd som en av dennes lojala förkämpar i kampen mot hertig Karl som utmanade Sigismund om tronen. Efter hans död under sommaren 1597 övertogs ståthållarskapet av Arvid Eriksson (Stålarm), medan Ebba övertog det informella befälet över Åbo slott inför hertig Karls invasion av Finland. Det militära befälet delegerades till två adelsmän, men det var Ebba som tog beslutet att fortsätta makens motstånd mot hertig Karl och utrustade och ledde Åbo slott inför den kommande belägringen. Planen var att hålla ut tills undsättning kunde komma från Sigismund i Polen. 
I slutet av augusti invaderade Karl Finland, erövrade Åland, som tillhörde hennes syster Katarina, och belägrade sedan Åbo slott. Han erbjöd Ebba och de övriga kvinnorna fri lejd, men hon gav inget svar. Under belägringen lät Karl skjuta in genom slottsfönstren för att skrämma "fruntimret": "men de läte sig icke förskräcka, utan fru Ebba förmante både dem och adel och andra, som inne hos henne vore, att de skulle hålla sig manligen". Ebba tvingades dock till slut överlämna slottet till Karl, sedan de väntade truppförstärkningarna uteblivit.  
Fleming hade ännu inte begravts och enligt en anekdot ska hertig Karl ha öppnat kistan i slottskapellet för att övertyga sig om att hans fiende verkligen var död. När han såg att det verkligen var Fleming i kistan ska han ha dragit honom i skägget och sagt: "Om du nu levat hade ditt huvud icke suttit mycket säkert." På detta ska Ebba Stenbock ha svarat: "Om min salige herre levat, så hade Hans Nåd aldrig kommit här in."  Händelsen har dock aldrig ägt rum i verkligheten.
Ebba och hennes döttrar Katarina, Hebla och Margareta fördes därefter till Stockholm, där de skiljdes åt och placerades i husarrest under bevakning i olika delar av staden för att förhindras ta kontakt med varandra eller omvärlden. Ebba beskrivs då som sjuk och svag, något hennes syster Katarina anklagade hertig Karls behandling för. Ebbas dotter Margareta lyckades ta kontakt med sin bror Johan Fleming, som befann sig hos Ebbas bröder och brorsöner his Sigismund i Polen, och underrätta dem om vad som hänt. Ebba själv, som hölls fången i Welam de Wijks hem. de Wijk var kapten i Karls flotta, och försökte år 1598 starta ett myteri på ett av Karls skepp. Då han arresterades uppgav han att: ”Fru Ebba, herr Klas Flemings, hade rått honom till.” Hon ska ha lovat honom äktenskap med en av sina döttrar. När en grupp budbärare från Sigismunds anhängare i Finland arresterades i Stockholm 1599, tillhörde Ebba dem som hade fått brev. Hennes son Johan Fleming tillfångatogs och avrättades efter Karls slutgiltiga erövring av Åbo 1599. 
Ebba blev aldrig formellt anklagad för något, men Karl betraktade henne som en fiende och anklagade henne informellt för att ha del i hennes makes och sons förräderi. De gods som tillhörde henne, hennes make, hennes bröder och brorsöner som valt Sigismunds sida och flytt till Polen, konfiskerades och delades ut till Karls anhängare. Ebbas äldsta dotter Margareta avled i fängelse 1599, men Ebba själv och hennes två återstående döttrar frigavs vid okänd tidpunkt strax efter Linköpings blodbad år 1600, och bosatte sig sedan hos änkedrottning Katarina på Strömsholm. Ebba återfick så småningom formellt en del av sina gods på andras förböner, något som Karl framställde som en nåd snarare än en rätt. Karl tvingade dock inte de nya ägarna till godsen att rent reellt överlämna dem, vilket gjorde att Ebba fick ägna sina sista år åt tvister med de nya ägarna för att komma i besittning av dem.

### Familj
Stenbock gifte sig 1 november 1573 med friherrinnan Klas Fleming (död 1597), son till Erik Fleming och Hebbla Sparre. De fick tillsammans barnen Gustaf Fleming (död 1583), Erik Fleming, Karin Fleming som var gift med friherre Erik Claesson Bielke, kammarjunkaren Johan Fleming (1578–1599), Hebbla Fleming (död 1639) som var gift med riddaren och riksrådet Peder Gustafsson Banér och Margareta Fleming (död 1599).